# Rudolf Svensson
Rudolf Svensson (* 27. März 1899 in Gudhem; † 4. Dezember 1978 in Bromma) war ein schwedischer Ringer.

## Leben
Svensson erlernte in Falköping das Ringen. Während des Ersten Weltkrieges leistete er seine Militärzeit als Dragoner in Stockholm ab. 1920 trat er dem Verein Djurgårdens IF bei, erhielt eine Anstellung als Feuerwehrmann in Stockholm und forcierte das Ringertraining. Von 1921 bis 1934 nahm er fast jedes Jahr mit großem Erfolg an einer internationalen Meisterschaft teil. Er war ein leichter Schwergewichtler, der immer wieder auch im Halbschwergewicht antrat. Svensson war Spezialist im Standkampf und ein hervorragender Taktiker. Er rang meist im griechisch-römischen Stil, nötigenfalls aber auch Freistil. Svensson gewann bei Olympischen Spielen zwei Gold- und zwei Silbermedaillen und ist damit noch heute einer der erfolgreichsten Ringer aller Zeiten bei Olympischen Spielen. Für seine Verdienste um den Ringersport wurde er im September 2005 in die FILA International Wrestling Hall of Fame aufgenommen.

## Erfolge
| Jahr | Platz  | Wettbewerb                   | Stil | Gewichtsklasse | Ergebnisse |
| 1921 | 2.     | WM in Helsinki               | GR   | Halbschwer     | nach einem Sieg über Veikko Vihanta, Finnland, einer Niederlage gegen Emil Wecksten, Finnland, Siegen über Johann Gallen, Finnland und Jan Muijs, Niederlande und einer Niederlage gegen Edil Rosenqvist, Finnland |
| 1922 | 2.     | WM in Stockholm              | GR   | Halbschwer     | nach Siegen über Arthur Kukk, Estland, Stefan Dömeny, Ungarn und Svend Nielsen, Dänemark und einer Niederlage gegen Edil Rosenqvist                                                                                |
| 1924 | Silber | OS in Paris                  | GR   | Halbschwer     | nach Siegen über Emile Walhem, Belgien, Seyfi Berksoy, Türkei, Svend Nielsen, Emil Wecksten, Ibrahim Mustafa, Ägypten und Onni Pellinen, Finnland und einer Niederlage gegen Carl Westergren, Schweden             |
| 1924 | Silber | OS in Paris                  | F    | Halbschwer     | nach Siegen über J. Hutmacker, Belgien, Iisakki Mylläri, Finnland, Charles Courant, Schweiz, einer Niederlage gegen John Spellman, USA und Siegen über Carl Westergren und G. Wilson, Großbritannien               |
| 1925 | 1.     | EM in Mailand                | GR   | Schwer         | mach Siegen über Edmond Dame, Frankreich, Aleardo Donati, Italien und Raymond Badó, Ungarn |
| 1927 | 2.     | Intern. Turnier in Stockholm | GR   | Schwer         | hinter Willi Müller u. vor Georg Gehring, bde. Deutschland u. vor Emil Larsen, Dänemark |
| 1928 | Gold   | OS in Amsterdam              | GR   | Schwer         | nach Siegen über Hjalmar Nyström, Finnland, Josef Urban, Tschechoslowakei, J. Simonis, Niederlande und Georg Gehring                                                                                               |
| 1929 | 2.     | EM in Dortmund               | GR   | Schwer         | nach Siegen über de Jong, Niederlande, Aleardo Donati, Hjalmar Nyström und Josef Urban und einer Niederlage gegen georg Gehring                                                                                    |
| 1929 | 1.     | Intern. Turnier in Stockholm | GR   | Schwer         | vor Hjalmar Nyström u. Georg Nilsson, Schweden |
| 1929 | 1.     | Intern. Turnier in Stockholm | GR   | Halbschwer     | vor Onni Pellinen, Ibrahim Mustafa, Ägypten, Thure Sjöstedt, Schweden u. Robert Rupp, Deutschland |
| 1931 | 2.     | EM in Prag                   | GR   | Halbschwer     | nach Siegen über Josef Vávra, Tschechoslowakei, August Neo, Estland, Jurai Metzner, Jugoslawien und Anton Vogedes, Deutschland und einer Niederlage gegen Onni Pellinen                                            |
| 1931 | 1.     | Intern. Turnier in Linköping | GR   | Halbschwer     | vor August Neo u. Einar Hansen, Dänemark |
| 1932 | Gold   | OS in Los Angeles            | GR   | Halbschwer     | nach Siegen über Onni Pellinen und Mario Gruppioni, Italien |
| 1933 | 1.     | EM in Helsinki               | GR   | Halbschwer     | nach einem Sieg über Josef Taranyi, Ungarn, einer Niederlage gegen Väinö Kokkinen, Finnland und einem Sieg über Olaf Luiga, Estland                                                                                |
| 1934 | 2.     | EM in Rom                    | GR   | Schwer         | nach Siegen über Arvo Niemelä, Finnland und Josef Klapuch, Tschechoslowakei, einer Niederlage gegen Kurt Hornfischer, Deutschland und Siegen über Alberts Zvejnieks, Lettland und Aleardo Donati                   |

## Nationale Erfolge
Rudolf Svensson errang zwischen 1926 und 1936 sieben schwedische Meisterschaften. Er hatte in seinem Land bei diesen  Meisterschaften oftmals härtere Konkurrenz zu besiegen, als auf Olympischen Spielen, Welt- und Europameisterschaften. Angesichts von Namen wie Carl Westergren, Johan Richthoff, Ernst Nilsson, Claes Johanson, Thure Sjöstedt, Georg Nilsson und John Nyman ist das verständlich.
Erläuterungen
- OS = Olympische Spiele, WM = Weltmeisterschaft, EM = Europameisterschaft
- GR = griechisch-römischer Stil, F = freier Stil
- Halbschwergewicht, bis 1929 bis 82,5 kg, ab 1930 bis 87 kg, Schwergewicht bis 1929 über 82,5 kg, ab 1930 über 87 kg Körpergewicht
- FILA = Ringer-Weltverband (jetzt UWW)